# Karer
Als Karer wurde in der Antike ein Teil der nichtgriechischen Bevölkerung im südlichen Westkleinasien bezeichnet. In historischer Zeit lebten sie vor allem im Hinterland von Milet, der Landschaft Karien (heute Südwesttürkei).

## Geschichte
Die Karer werden bereits beim Dichter Homer im 8. Jahrhundert v. Chr. mehrfach erwähnt. So sollen sie Verbündete der Trojaner während des Trojanischen Kriegs gewesen sein. Homer nennt das seit dem 15. Jahrhundert v. Chr. griechisch besiedelte Milet an der kleinasiatischen Westküste karisch, oder von Karern beherrscht. Nach dem Athener Geschichtsschreiber Thukydides und anderen antiken Autoren sollen die Karer ehemals auf Kreta und den Inseln der Ägäis gelebt haben und sehr erfahrene Seeleute gewesen sein. Der kretische König Minos habe sie später unterjocht oder nach Kleinasien vertrieben. Diese Version der Vorgeschichte der Karer kennt auch der griechische Völkerkundler Herodot, der weiter ausführt, ihr ursprünglicher Name sei Leleger gewesen und sie seien erst durch die Dorer und Ionier von den Inseln vertrieben worden. Die Karer selbst hätten sich jedoch für die Ureinwohner Westkleinasiens gehalten.
Die Lokalgottheit der Karer war Zeus Stratios („Gott des Krieges“), Zeus Karios („Gott von Karien“) oder Zeus Labraundos, der als Attribut die Amazonenaxt (Labrys) trug, die der griechische Held Herakles ursprünglich der Amazonenkönigin Hippolyte abgenommen hatte. Die Hauptheiligtümer des Gottes lagen in der Stadt Mylasa sowie im nahen Bergort Labraunda. Der antike römische Lehrer Claudius Aelianus schreibt um 200 n. Chr., die Karer seien die ersten gewesen, die aus dem Krieg ein Geschäft gemacht und als bezahlte Soldaten (Söldner) gearbeitet hätten.
Archäologisch sind die Karer nur durch ihre Inschriften fassbar. Solche haben sich sowohl im südlichen Westkleinasien, als auch in Ägypten (beispielsweise in Naukratis) gefunden. Das passt zur griechischen Überlieferung, nach der Ost-Ionier und Karer im 7. Jahrhundert v. Chr. als Söldner in Ägypten dienten (siehe auch Pharao Psammetich I.). Zum Dank erhielten sie die Erlaubnis, in Ägypten zu siedeln, und so entstand die milesische Kolonie Naukratis, an deren Gründung auch Karer beteiligt waren. Dadurch ist geklärt, dass die nicht-griechischen Inschriften aus Westkleinasien und der Gegend von Naukratis, die lange nicht gelesen werden konnten, karisch sind.
Durch den Fund einer Bilingue in Kaunos, einer langen zweisprachigen Inschrift in Griechisch und Karisch, gelang es dem britischen Ägyptologen John D. Ray Ende der 1990er Jahre, die karische Sprache teilweise zu entschlüsseln: Sie gehört zum anatolischen Zweig der indogermanischen Sprachen und scheint mit der luwischen Sprache näher verwandt zu sein.